# Zeros
Zeros is een vliegengeslacht uit de familie van de oevervliegen (Ephydridae).

## Soorten
- Z. calverti (Cresson, 1918)
- Z. fenestralis (Cresson, 1918)
- Z. flavipes (Williston, 1896)
- Z. invenatus (Lamb, 1912)
- Z. obscura (Cresson, 1918)
- Z. vicinus Cresson, 1943